# Museu Provincial de Cáceres
O Museu Provincial de Cáceres é um museu da cidade espanhola de Cáceres.